# Madel (Burg bei Magdeburg)

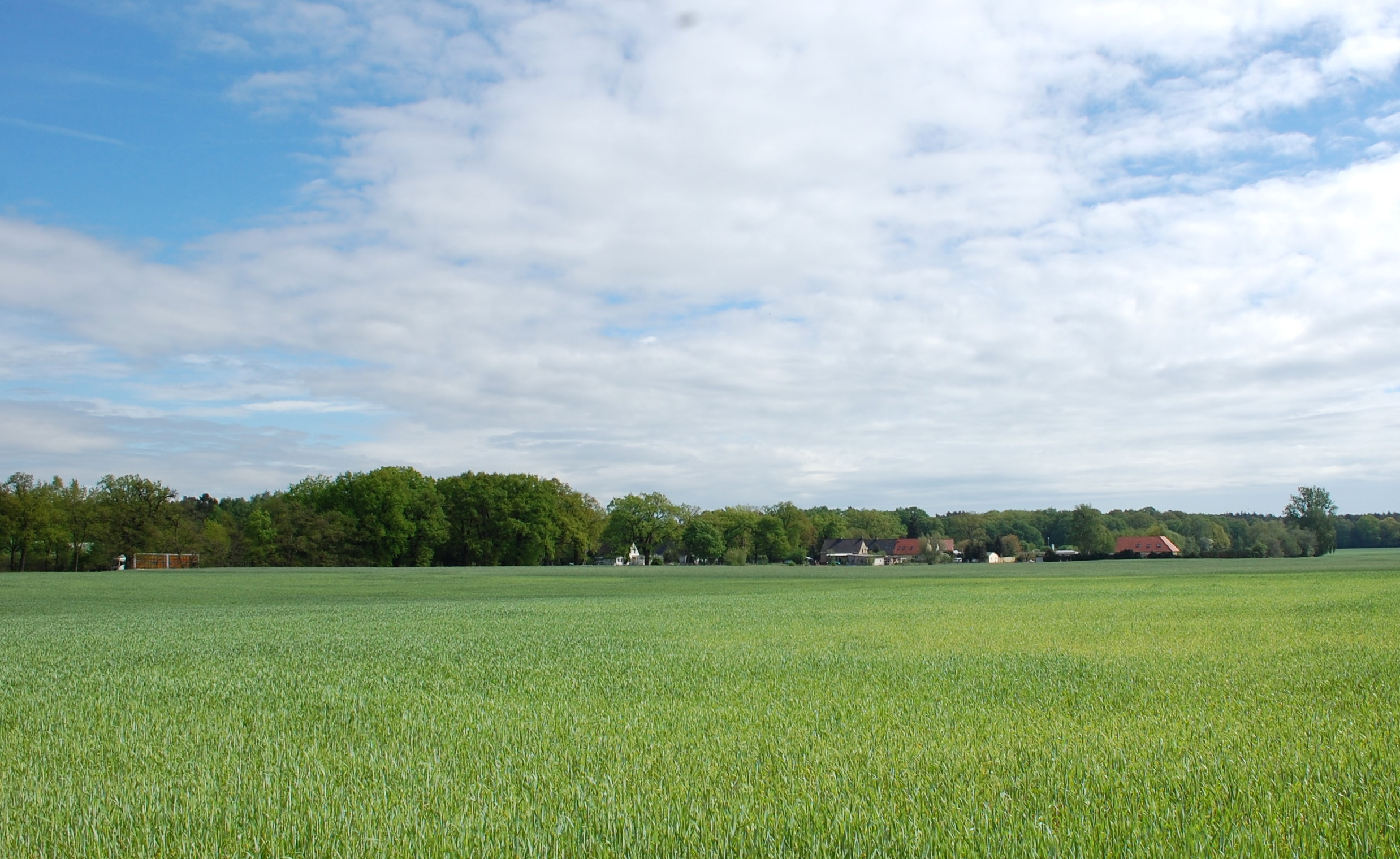
Blick auf Madel

Madel ist ein Ortsteil der Stadt Burg im Landkreis Jerichower Land in Sachsen-Anhalt.
Der kleine Ort liegt südlich von Burg, etwas östlich der von Burg nach Möckern führenden Bundesstraße 246a. Nördlich von Madel verläuft die Bundesautobahn 2. In unmittelbarer Nähe an der Südostseite Madels liegt das Madelsche Fenn. Der kleine Teich ist Quellgebiet des Fliegergrabens. Anfang 2012 wurde er entschlammt.
1911 richtete der Flugpionier Gustav Schulze in Madel die Flugzeugwerke Gustav Schulze, Burg ein. Schulze betrieb hier auch eine Flugschule. An der war zeitweise auch der Pilot Hermann Roeder tätig.
Von 2007 bis 2009 entstand südwestlich von Madel die Justizvollzugsanstalt Burg.